# Saioku-ji
Le Saioku-ji (柴屋寺) est un petit temple bouddhiste de la secte rinzai situé à Suruga-ku, dans la préfecture de Shizuoka au Japon. Il est fondé en 1504 par Imagawa Ujichika pour y vénérer 
Juichimen Kannon, sur le site de l'ermitage de Sōchō (1448-1542), le professeur de poésie et conseiller de son père, Imagawa Yoshitada. Après la chute du clan Imagawa, le temple reçoit le patronage du shogunat Tokugawa.
Le temple est désigné site historique national et ses jardins japonais lieu de beauté scénique depuis le 3 septembre 1936.

## Source de la traduction
- (en) Cet article est partiellement ou en totalité issu de l’article de Wikipédia en anglais intitulé « Saioku-ji » (voir la liste des auteurs).